# Doryan Rodríguez
Doryan Jovanny Rodríguez Soto (ur. 18 stycznia 2003 w San José) – kostarykański piłkarz występujący na pozycji napastnika, od 2024 roku zawodnik Sportingu San José.